# Список умерших в 1110 году
В этой статье представлен список известных людей, умерших в 1110 году.
См. также: Категория:Умершие в 1110 году

## Январь
- 24 января — Ахмад II аль-Мустаин — восьмой независимый эмир Сарагосы (1085—1110).

## Февраль
- 9 февраля — Гийом Бонне Анме[фр.] — архиепископ Руана (1079—1110)

## Апрель
- Роберт Скалио[англ.] — сын Роберта Гвискара, соратник отца и старшего брата Рожера I Борсы

## Июль
- 11 июля — Эли I де ла Флеш — последний самостоятельный граф Мэна (1093—1110)

## Октябрь
- 26 октября — Гомеш Гонсалез — кастильский аристократ, претендент на титул графа Кастилии

## Ноябрь
- 12 ноября — Гебхард III — епископ Констанца (1084—1110)

## Дата неизвестна или требует уточнения
- Бернар III д’Арманьяк — граф д’Арманьяк (1095—1110)
- Виджайабаху I[англ.] — царь Шри-Ланки (1055—1100)
- Георгий Палеолог — византийский военачальник.
- Гуго VI де Лузиньян — сеньор де Лузиньян и де Куэ (с 1060), граф де Ла Марш (с 1091).
- Ибрагим-бей Иналоглу — правитель бейлика Иналогуллары.
- Конрад I — первый правитель Вюртемберга, ранее Виртемберга (1083—1110), основатель феодального владения.
- Ландульф Миланский — итальянский священник и хронист.
- Ли Цзе — китайский архитектор.
- Лхачен Утпала[англ.] — царь Ладакха, который завоевал Кулу, Мустанг и части Балтистана
- Маммус аль-Лакзи — хадисовед и историк, один из влиятельнейших шейхов Дербента (Баб аль-абваба).
- Пимен Многоболезненный[укр.] — христианский православный святой, монах Киево-Печерской лавры
- Ричард Отвиль[англ.] — рыцарь из семьи Отвилей, сын Дрого
- Тиофрид[нем.] — аббат Эхтернахский, христианский писатель